# Mehmet Öz
Mehmet Cengiz Öz, noto anche con lo pseudonimo di Dr. Oz (Cleveland, 11 giugno 1960), è un chirurgo, conduttore televisivo e autore televisivo statunitense di origine turca, amministratore dei Centri per i servizi Medicare e Medicaid dall'8 aprile 2025 nella seconda amministrazione Trump.

## Biografia
Figlio di genitori turchi, già chirurgo cardiotoracico e docente universitario (ha conseguito la laurea all'Università di Harvard e insegnato alla Columbia University), le sue prime apparizioni televisive risalgono al 2004 come ospite fisso al The Oprah Winfrey Show.
Dal 2009 conduce una trasmissione tutta sua, The Dr. Oz Show, un talk show medico caratterizzato da ambiente disteso e divertente, termini e figure comprensibili, dove dispensa consigli agli spettatori in sala, a casa e su internet.
Il suo show è stato oggetto di numerose critiche da parte della comunità scientifica che ha analizzato la sua trasmissione per trovare un riscontro scientifico solo nel 46% dei consigli che elargisce durante la trasmissione.
Alle elezioni parlamentari negli Stati Uniti d'America del 2022 è stato il candidato repubblicano per il seggio del Senato in Pennsylvania., non venendo però eletto.

## Vita privata
Musulmano vicino al sufismo, è sposato dal 1985 e ha quattro figli.